# Zuidbuurt
Zuidbuurt (52° 07′ N, 4° 30′ L) é uma cidade dos Países Baixos, na província de Holanda do Sul. Zuidbuurt pertence ao município de Zoeterwoude, e está situada a 6 km, a norte de Zoetermeer.
Em 2001, a cidade de Zuidbuurt tinha 325 habitantes. A área urbana da cidade é de 0.050 km², e tem 130 residências.
A área de Zuidbuurt, que também inclui as partes periféricas da cidade, bem como a zona rural circundante, tem uma população estimada em 410 habitantes.